# 1991 BA
1991 BA est un astéroïde Apollon sub-kilométrique qui a été observé pour la première fois par Spacewatch le 18 janvier 1991. Il est passé à moins de 160 000 kilomètres de la Terre, un peu moins de la moitié de la distance Terre-Lune. Avec un arc d'observation de 5 heures, l'astéroïde a une orbite mal contrainte et est considéré comme perdu. Il pourrait s'agir d'un membre des Beta Taurides. 

## Description
1991 BA mesure environ 5 à 10 mètres de diamètre et est répertorié sur le tableau des risques de Sentry. Il suit une orbite très excentrique (0,68), à faible inclinaison (2,0 °), d'une période de 3,3 ans, allant de 0,71 et 3,7 unités astronomiques du Soleil. 1991 BA était, au moment de sa découverte, l'astéroïde confirmé le plus petit et le plus proche en dehors de l'atmosphère terrestre. 1991 BA est trop peu brillant pour être observé sauf pendant ses passages près de la Terre et est considéré comme perdu. 

## Impact possible
Les clones virtuels de l'astéroïde qui correspondent à la région d'incertitude dans la trajectoire connue montrent une probabilité de 1 sur 310 000 que l'astéroïde percute la Terre le 18 janvier 2023. On estime qu'un impact produirait une explosion dans la haute atmosphère équivalente à 16 kilotonnes de TNT, à peu près égale à celle de Fat Man. L'astéroïde apparaîtrait comme une boule de feu brillante et se fragmenterait dans l'air en morceaux plus petits qui toucheraient le sol à une vitesse terminale produisant un champ de dispersion de météorites. On estime que les impacts d'objets de cette taille se produisent environ une fois par an. L'astéroïde 2008 TC3 était un objet de taille similaire qui a été découvert moins d'un jour avant son impact sur la Terre le 7 octobre 2008 et a produit un bolide et un champ de dispersion au Soudan. 